# Королевство Италия (1805—1814)
Королевство Италия (итал. Regno d'Italia, Regno Italico; фр. Royaume d'Italie) — государство в Северной Италии во времена Наполеона I (17 марта 1805 — 11 апреля 1814).
Королевство Италия было образовано 17 марта 1805 года из Итальянской республики, находящейся в тот момент под руководством Наполеона I Бонапарта. Во вновь образованном Королевстве Италия Наполеон получил титул короля, а его пасынок, Евгений Богарне — титул вице-короля. 26 мая 1805 года Наполеон был коронован в Миланском соборе Железной короной Ломбардии.
Королевство включало в себя Ломбардию, Венецию, Герцогство Моденское, часть Папского государства (Анкона, оставшись под юрисдикцией Рима, была аннексирована Французской империей), часть Сардинского королевства и Трентино-Альто-Адидже. С 1805 по 1809 год в состав Королевства Италия входили также Истрия, Далмация и Котор. Эти территории были включены в состав Иллирийских провинций в 1809 году.
Фактически королевство было подчинено Французской империи и использовалось для получения ресурсов в её пользу, а также в качестве плацдарма против Австрийской империи во время войн коалиций.
После отказа от власти Наполеона I Евгений Богарне пытался короноваться, но оппозиция в Сенате Королевства и восстание в Милане (20 апреля 1814 года) сорвали его планы. Евгений был выдан австрийцам, оккупировавшим Милан.

## История

### Образование
После образования Первой Французской империи Наполеон реорганизовал Итальянскую республику в Королевство. 
Столицей являлся Милан — бывшая столица Лангобардского королевства. Наполеон был одновременно французским императором и королём Италии. Его приёмный сын Евгений Богарне стал вице-королём и наследником престола в 1807 году.
В связи с поражением Наполеона в войне 1812 года вице-король Богарне был фактическим правителем Италии и во время войны 1813—1814 годов имел тесные связи с Францией. Но с Парижским миром 1814 года и реставрацией довоенных границ на Венском конгрессе Королевство Италия было упразднено.

## Территория

Королевство Италия в 1812 году

За время существования Королевства Италия Наполеон исключил из его состава большую часть северо-западной Италии (Пьемонт, Лигурию, Парму) и аннексировал центральные области (Флоренция, Папская область) для Французской империи.
В состав Королевства Италия были включены большинство бывших австрийских территорий в Северной Италии. В декабре 1805 года Австрийская империя вынуждена была уступить Венецию, Далмацию и Истрию в состав Королевства Италия. Между 1807 и 1808 годами Папская область и Тоскана были присоединены к Франции. Часть секуляризованных церковных государств (провинции Урбино, Анкона, Мачерата) были присоединены к Королевству Италия. После очередной победы над Австрией был присоединён Южный Тироль. Однако Далмация и Истрия стали в 1809 году частью французских Иллирийских провинций. Население Итальянского королевства в 1810 г. составляло примерно 6 миллионов человек. Наиболее заметные города — Милан (столица), Венеция, Анкона, Болонья.

## Армия
Вице-король был командующим Королевской итальянской армией. Она принимала участие в кампаниях Наполеона I. Численность армии в общей сложности составляла 218 000 чел.
Пехота:
- Линейная пехота (7 полков)
- Лёгкая пехота (4 полка)
- Королевская гвардия (6 батальонов)

Кавалерия:
- Драгуны (2 полка)
- Лёгкая кавалерия (4 полка)
- Королевская гвардия (2 эскадрона и 5 компаний)

Более 80 000 итальянцев сражались во время русской кампании на стороне Наполеона в России, но только 50 000 из них — в армии Королевства Италии и Королевства Неаполя. Большинство не вернулись.

## Экономика и внутренняя политика
Наполеон продолжал свою политику модернизации. Между 1806 и 1810 годами, в дополнение к Гражданскому кодексу, введены другие французские кодексы. Таким образом, закон Королевства был единым. Кроме того, Наполеон модернизировал управление и отменил привилегии духовенства. Остатки феодализма были ликвидированы. Принудительный труд и рабство были отменены без компенсации. Конституция характеризуется сильной исполнительной властью.
Во многих отношениях Итальянская Республика и Королевство Италия развивались. Тем не менее, страна была полностью под контролем Франции. Итальянцы оказались под патронажем. Их ограничивали в политических и гражданских правах. Законодательное собрание в 1805 году осмелилось уменьшить налог, за что и было распущено навсегда.
В то же время экономика страны находилась в сфере влияния экономической политики Наполеона, что особенно отражалось в континентальной системе. Английские продукты не допускались к ввозу. С другой стороны, были льготные тарифы для французской продукции. Континентальная система действовала в таких областях, как производство льна, добыча и производство железа для оружия были менее затронуты. В целом этот период имеет важное значение для развития современной итальянской буржуазии.
При Наполеоне Итальянское королевство стало аграрной колонией Франции, поставляющей своей метрополии сырьё — зерно и шёлк-сырец — по заниженным ценам и покупающей продукцию животноводства и готовую промышленную продукцию — ткани, кожу, металл, изделия из металла, бумагу, лесоматериалы, вино, соль — по завышенным ценам. Больше половины всего ввоза и вывоза товаров в Итальянское королевство и из королевства шло из Франции и во Францию. Континентальная блокада Англии (запрет на ввоз английских товаров и на вход английских судов в порты) отрезала Итальянское королевство от колониальных товаров — сахара, табака, хлопка, краски. Официально Итальянское королевство платило дань Франции — до четверти всех доходов королевства, что, не говоря уж о масштабных ежегодных рекрутских наборах во французскую армию, по-настоящему опустошало страну.